# Onigo
Onigo di Piave è una frazione del comune di Pederobba, nonché sede comunale dello stesso.

## Geografia fisica
Il paese si distende su un pianoro compreso tra la riva destra del Piave e le propaggini orientali dei colli Asolani. Altri corsi d'acqua degni di nota sono il torrente Curogna e il canale artificiale Brentella di Pederobba, che qui si incrociano tramite un ponte canale.

## Monumenti e luoghi d'interesse

### Chiesa di Sant'Elena
Circondata da boschi, a nordest del paese, era anticamente una cappella degli Onigo. L'edificio risale al medioevo, come dimostra la stessa intitolazione a Sant'Elena, il cui culto era legato ai pellegrinaggi in Terra santa. Alla chiesa era annesso anche un dormitorio (l'attuale sagrestia), che ospitava forse degli eremiti benedettini. Tra il 1979 e il 1994 il luogo ha ospitato dei monaci camaldolesi.
L'interno, caratterizzato da inusuali matronei, conserva la tomba di Guglielmo Onigo (1333) e una pietra da cui sgorgava una polla ritenuta miracolosa.

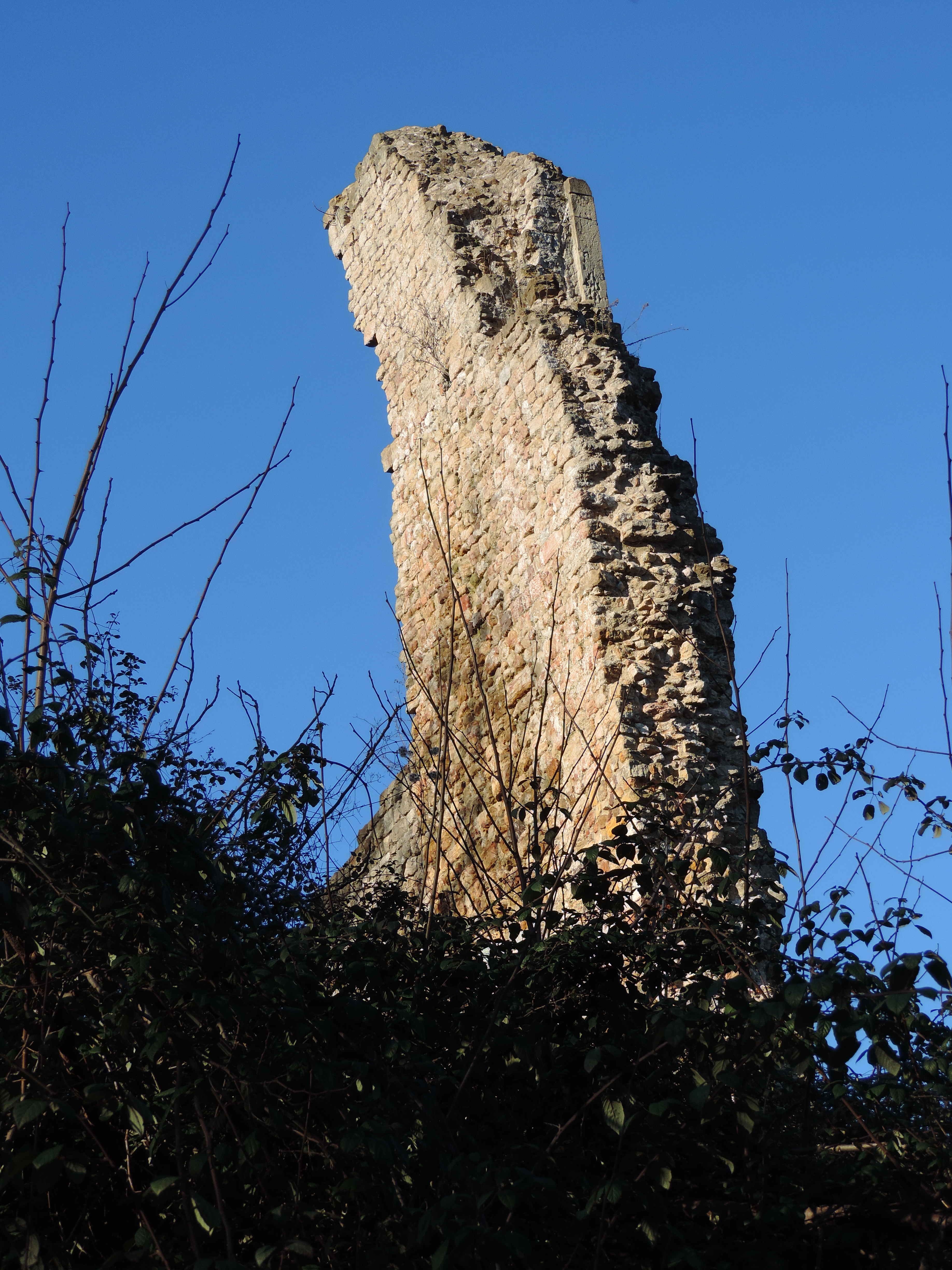
Ruderi della Bastia.

### Mura Bastia
Risalenti XII secolo, sono i resti di un fortilizio che si volgeva alla valle del Piave. Rappresentava il centro dei feudi degli Onigo e fu coinvolto in aspri combattimenti. Passato poi sotto Ezzelino III da Romano, alla sua caduta fu rivendicato dal comune di Treviso, ma fu restituito agli Onigo dopo un lungo processo. Nel Trecento fu ulteriormente potenziato.
Con la conquista della Serenissima e la successiva stabilità politica, il castello perse le sue funzioni militari e decadde. Durante la Grande Guerra sul luogo fu installato un osservatorio con il compito di controllare il sottostante fronte del Piave.

### Casa Partili
Edificio signorile del XVIII secolo, sito in località Rive lungo la strada che conduce in prossimità di uno dei più antichi luoghi di approdo al fiume Piave. La facciata principale, non visibile dalla strada, è rivolta a sud-est sul brolo.

## Economia
Onigo, la cui economia era storicamente legata all'agricoltura e all'allevamento, è divenuto un polo industriale e commerciale. All'inizio di aprile viene organizzata la "festa di primavera", una mostra mercato di fiori, artigianato e prodotti tipici, che attira numerosi escursionisti ed appassionati.

## Scrittori
Giuseppe Bianchetti nacque a Onigo il 22 luglio 1791. Avvocato, scrisse opuscoli accademici, saggi di estetica e di critica letteraria, collaborò alla fondazione di un Giornale sulle scienze e lettere delle provincie venete e romanzi. Nel 1853 rifiutò la nomina a professore di lettere italiane nell'ateneo di Padova perché offertagli dal governo austriaco; nel 1856 e fino al '62 fu direttore della Biblioteca Comunale di Treviso. Il 15 novembre 1866, dopo la liberazione del Veneto, fu nominato senatore del Regno. Morì il 19 dicembre 1872.
Giovanni Comisso (1895-1969), trevigiano, scrittore prolifico, nell'infanzia fu a balia a Onigo. Vi ritornò in giovinezza: alla fine del 1914 si trovava a Onigo, ospite di un amico di famiglia, dove ricevette un telegramma da parte del padre, che lo richiamava a Treviso, per raggiungere il reggimento. Partì la sera stessa per l'avventura della Grande Guerra, narrata in alcuni suoi libri. Su storie familiari, conosciute a Onigo durante le sue visite, basa liberamente alcuni romanzi e racconti.
Gian Domenico Mazzocato (Treviso, 31 agosto 1946) pubblicò nel 1997 il suo primo romanzo, Il delitto della contessa Onigo, sulla tragica vicenda dell'ultima erede dei Conti di Onigo.